# 侏儒 (北歐神話)

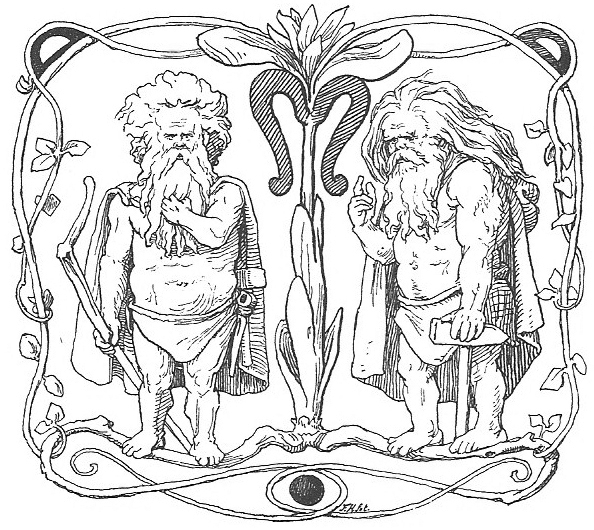
侏儒

侏儒，中國大陸称茨韦尔格（北歐地區寫法：Dvergr單數／Dvergar眾數(儒威爾格)、Svartálfar(黑精靈)、Døkkálfar(暗精靈)）是許多奇幻作品中虛構生物「矮人」的原型。和另一種虛構生物「侏儒 / 地侏 / 地精」（Gnome）則不盡相同。亦有翻作「小矮人」、「地靈」、「黑妖精」。在《龍與地下城》的設定中，則翻譯成「灰矮人」或「杜爾加矮人」。

## 傳說與特徵
北歐侏儒是北歐神話（日耳曼神話）中的重要的特殊創造物，他們習慣住在山裡、地底或礦井，喜歡石頭、冶金，具有高超的工藝技巧，擅長魔法、盧恩文字（Runes），是許多神器的製造者。另外，北歐侏儒（Dwarf）在13世紀以前的作品中，皆沒有被描述為矮小的樣子，想像中他們應該和人類約同等大小。後來在民間傳說和文學中，漸漸因為趣味或幽默的理由而逐漸矮化。
北歐神話中描述他們的外表：皮膚為蒼白如屍體，頭髮及鬍鬚為黑色。早期神話中，他們的身高和一般人差不多，甚至也可以高大的。他們還害怕陽光，被照到時會變成石頭。一個故事中提到索爾（Thor）為了阻止侏儒阿爾維斯（Alvis）和他女兒結婚，以測試阿爾維斯的智慧為藉口問了一晚上的問題。當太陽升起時，這個侏儒就因為照到陽光而化為石頭。
後來的歐洲民間傳說中形容他們為住在地底的醜陋小矮人，很容易和地精（Gnome）混淆，區分的方法是侏儒身體比例不正常，而地精的肢體是正常的。侏儒身形扭曲，腿短而手長，長著大腦袋和一張飽經風霜的臉孔。他們雖然住在地底下，但有時還會出來舉行慶典。他們對人類很有戒心，偶而會佔住人類的房子，如果屋主拒絕他們，侏儒們就會給人們帶來厄運。

## 誕生和住所
在北歐神話中，提到侏儒的出現，共有兩種完全不同的說法︰
《詩體埃達》中描述侏儒是奧丁和他的兄弟威利、菲利用巨人布里米爾（Brimir）的血液和布萊恩（Blain）的四肢所做的，第一個侏儒為摩索尼爾（Motsognir），第二個是杜林（Durin）。
在《散文埃達》（Prose Edda）中提到，侏儒是由（Ymir）的屍體上的蛆變化而成的。當奧丁（Odin）和他的兄弟殺死尤彌爾後，他的屍體上長出兩種不同的蛆，一種白皙且溫和，另一種則色黑且狡詐，白色的蛆變成了精靈，而黑色的蛆就變成了侏儒。
奧丁叫他們住在斯瓦塔爾法海姆（Svartalfaheim，侏儒之國），另外據說還有一居住地叫尼德威阿爾（Nidavellir，矮人之鄉）。因為記載混亂是北歐神話常有的特色，目前我們不能確定這兩個地名是否其實是同一個地區。

## 工藝
侏儒都是優秀的工藝師、冶金匠、寶藏的守護者。他們通曉預言、魔法、盧恩文字（Runes）的能力，使他們做出來的任何飾品或武器都帶有很高的魔力。
重要的代表有：
- 安德華拉諾特（Andvarinaut）。
- 布里希嘉曼（Brisingamen）：弗蕾亞（Freya）的項鏈。
- 德羅普尼爾（Droupnir）：奧丁（Odin）的聚金指環。
- 格萊普尼爾(Gleipnir)。
- 永恆之槍（Gungnir）：奧丁（Odin）的武器。
- 雷神之鎚（Mjolnir）：索爾（Thor）的武器。
- 斯基德普拉特尼（Skidbladnir）：弗雷（Freyr）的船。
- 提爾鋒（Tyrfing）︰又譯「斬裂劍」，是把出鞘就要殺人的魔劍。

等等。

## 註腳
1. ↑  鲁刚. . 中国: 辽宁人民出版社. 1989-11: 696 （中文（中国大陆））. 茨韦尔格(Dvergar)
2. ↑  英語︰Dwarf、古德語︰Zwerc。
3. ↑  「矮人」、「侏儒」或「黑暗精靈」等譯名和很多神話或奇幻作品重疊，但實際上卻又各有不同，所以閱讀使用時需配合不同作品來做分別。